# إيرين براون
إيرين براون (بالإنجليزية: Irene Browne)‏ هي مغنية وممثلة بريطانية (وحملت سابقاً جنسية المملكة المتحدة لبريطانيا العظمى وأيرلندا)، ولدت في 29 يونيو 1896، وتوفيت في 24 يوليو 1965.

## أعمال

### أفلام
- (1933) الموكب
- (1933) ساحة بيركلي
- (1938) بجماليون
- (1948) الحذاء الأحمر

## وصلات خارجية
- إيرين براون على موقع IMDb (الإنجليزية)
- إيرين براون على موقع ألو سيني (الفرنسية)
- إيرين براون على موقع أول موفي (الإنجليزية)
- إيرين براون على موقع قاعدة بيانات برودواي على الإنترنت (الإنجليزية)
- إيرين براون على موقع قاعدة بيانات برودواي على الإنترنت (الإنجليزية)
- إيرين براون على موقع قاعدة بيانات الأفلام السويدية (السويدية)
- إيرين براون على موقع قاعدة بيانات الفيلم (الإنجليزية)
- إيرين براون على موقع كينوبويسك (الروسية)